# ناحیه فیرویو، شهرستان فولتن، ایلینوی
ناحیه فیرویو (به انگلیسی: Fairview Township) یک منطقهٔ مسکونی در ایالات متحده آمریکا است که در شهرستان فولتن، ایلینوی واقع شده‌است. ناحیه فیرویو ۲۱۲ متر بالاتر از سطح دریا واقع شده‌است.